# Реки Каталонии

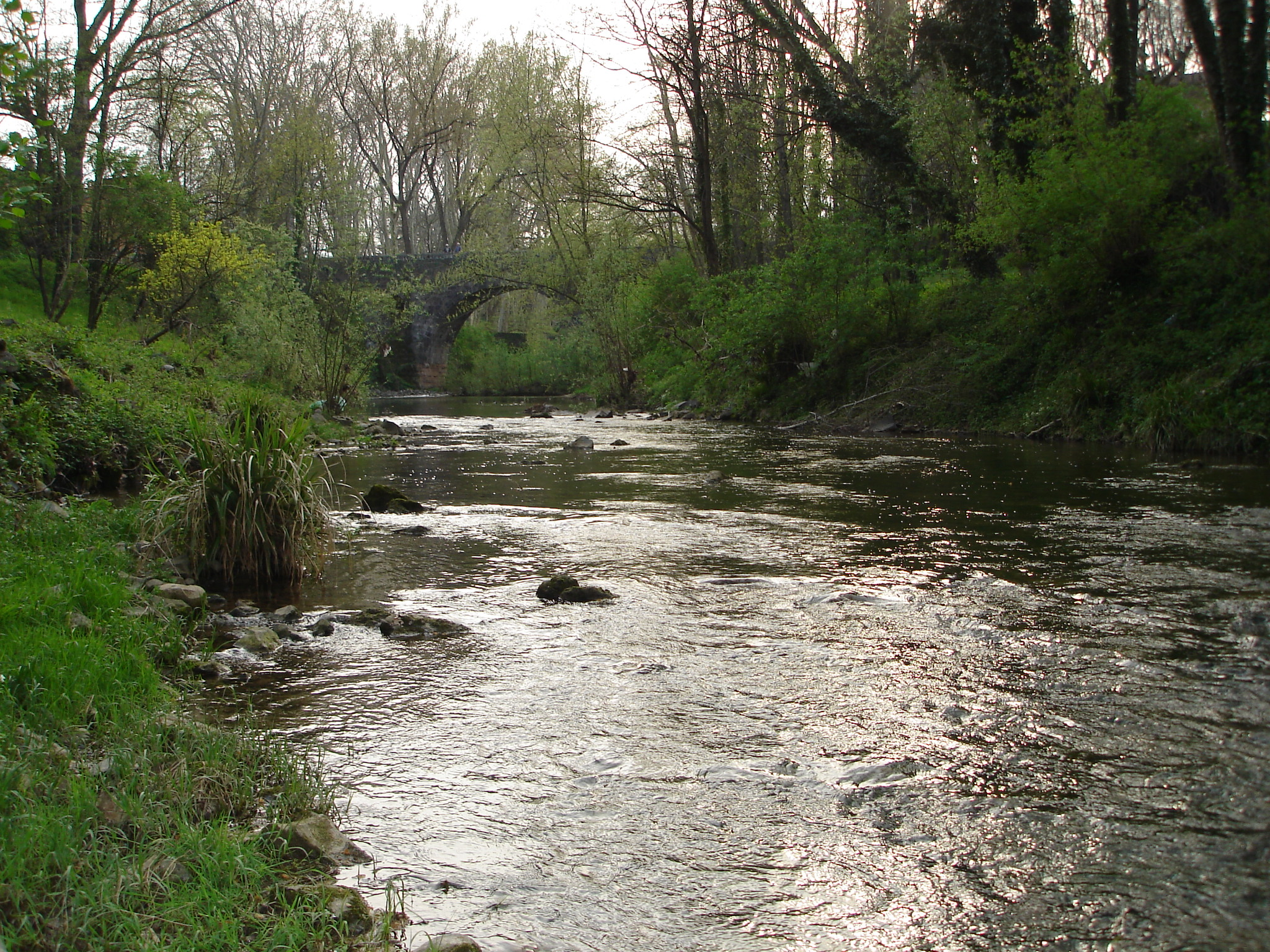
Река Флувия в районе города Олот

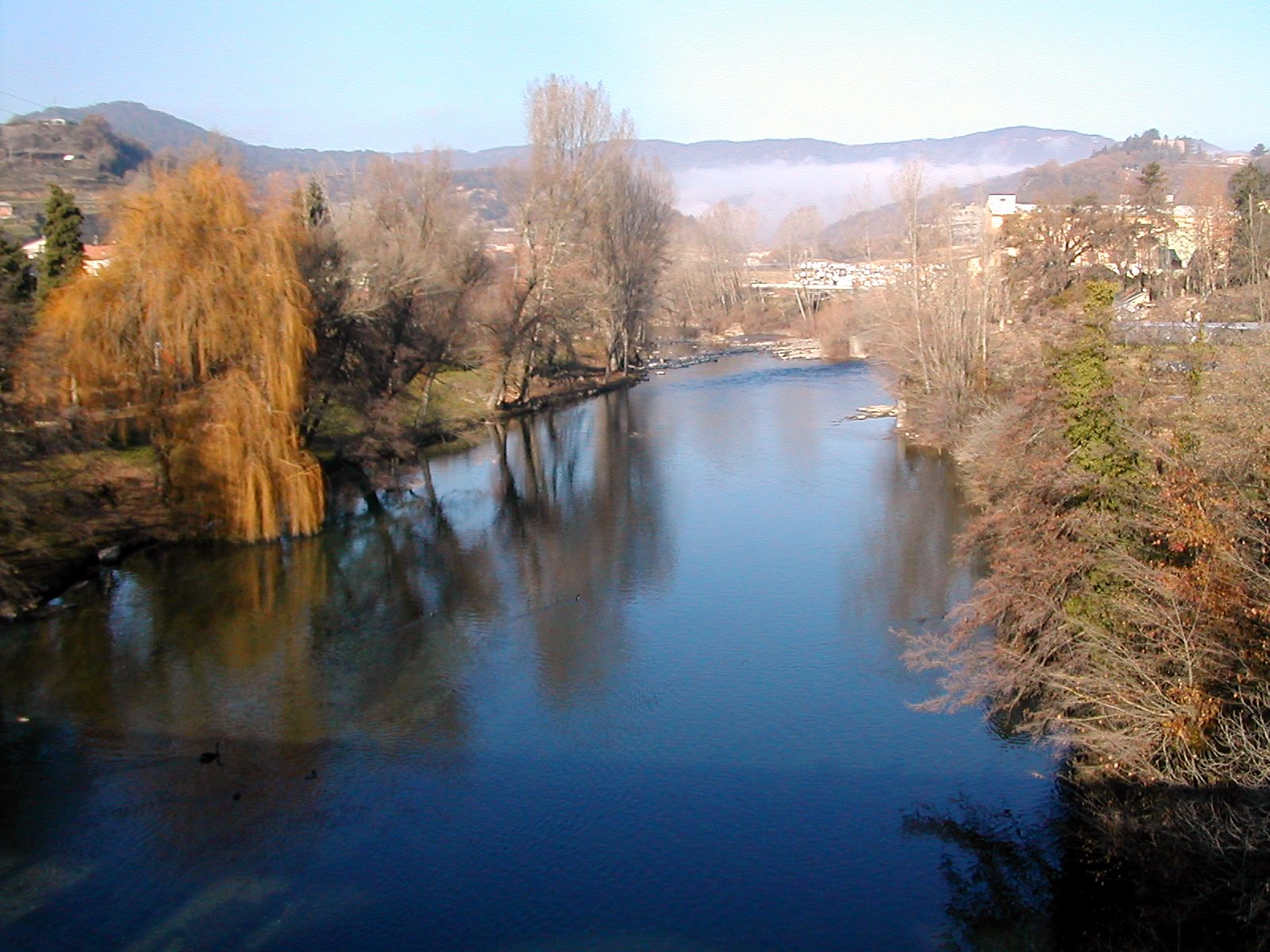
Река Тер в районе Сант-Кирсе-де-Бесора

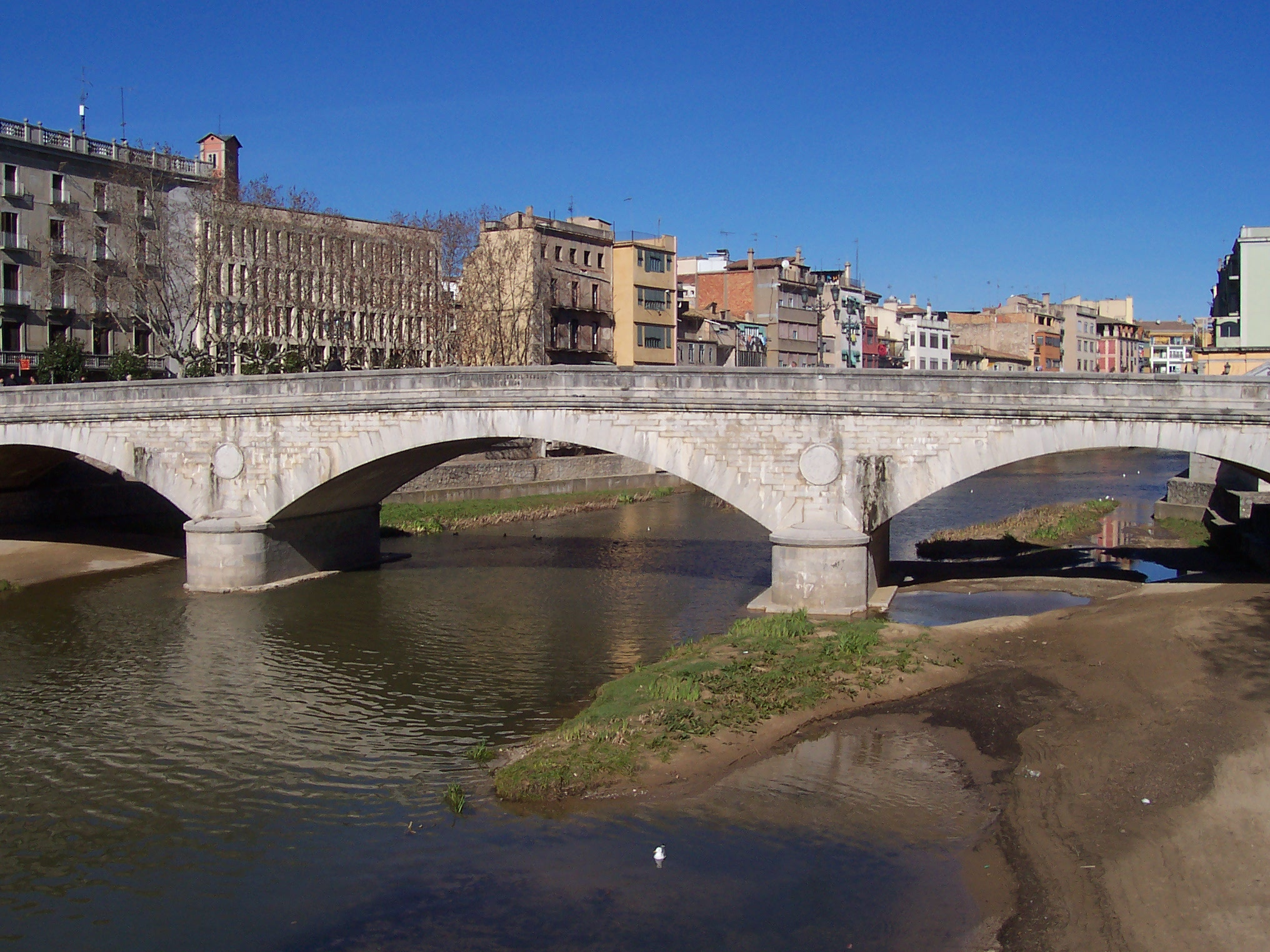
Каменный мост в Жироне через реку Оньяр

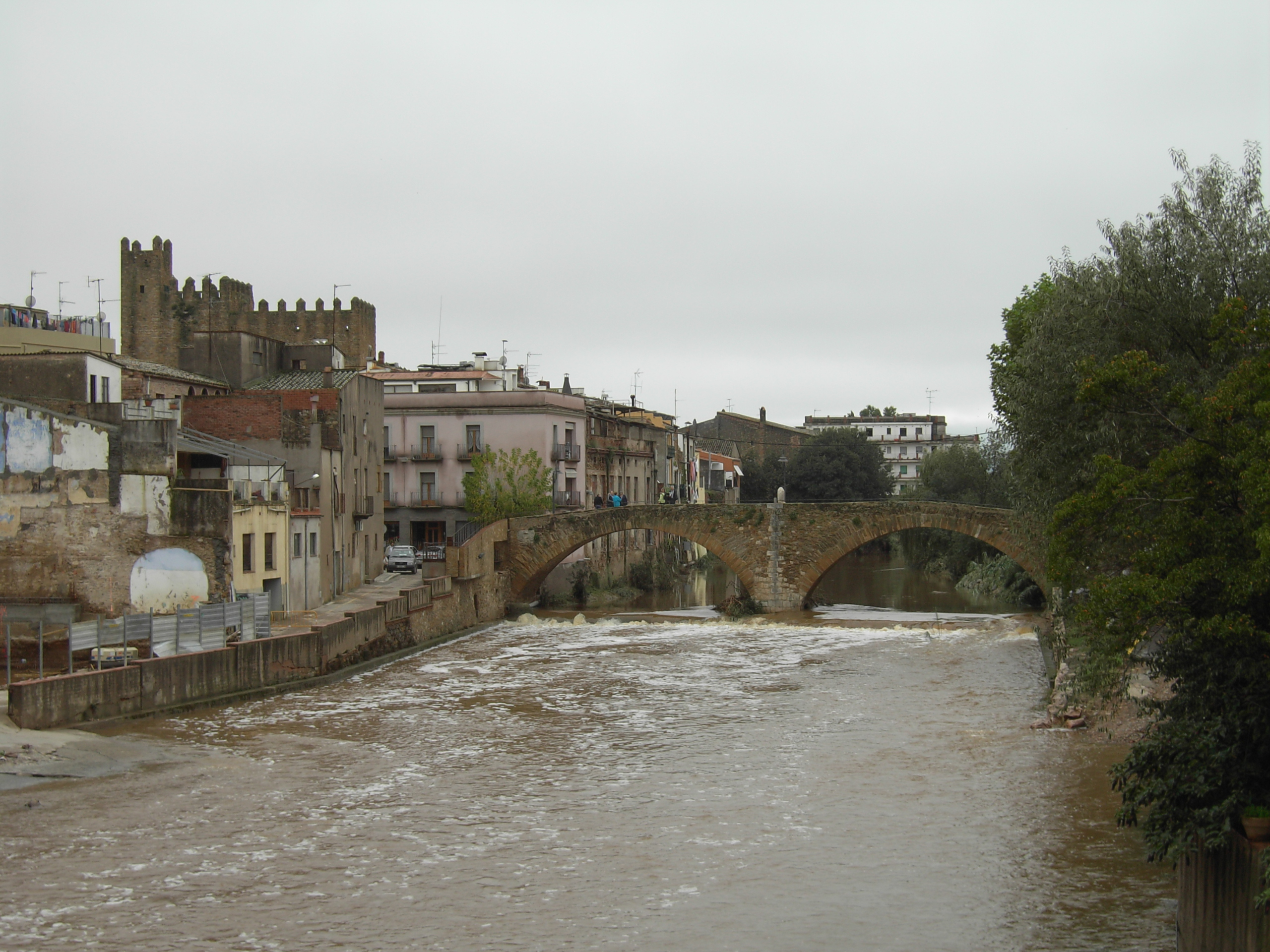
Crescuda del Daró al seu pas pel Pont Vell a la Bisbal d’Empordà

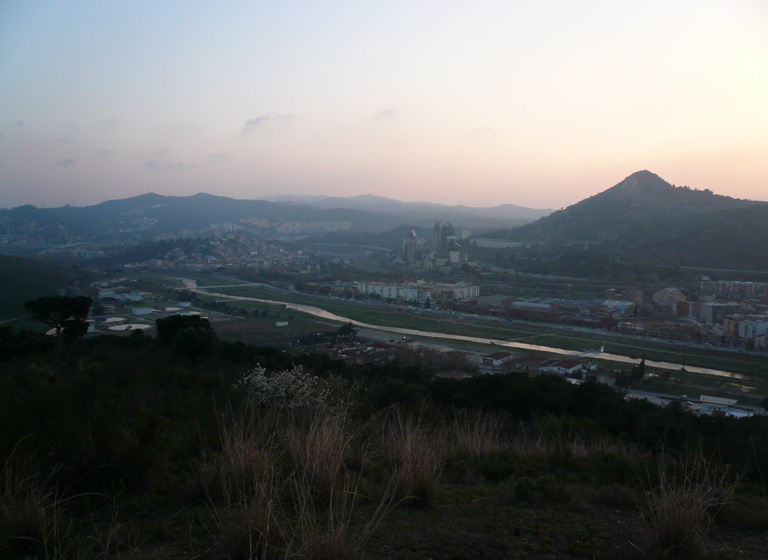
El Besòs a Montcada i Reixac

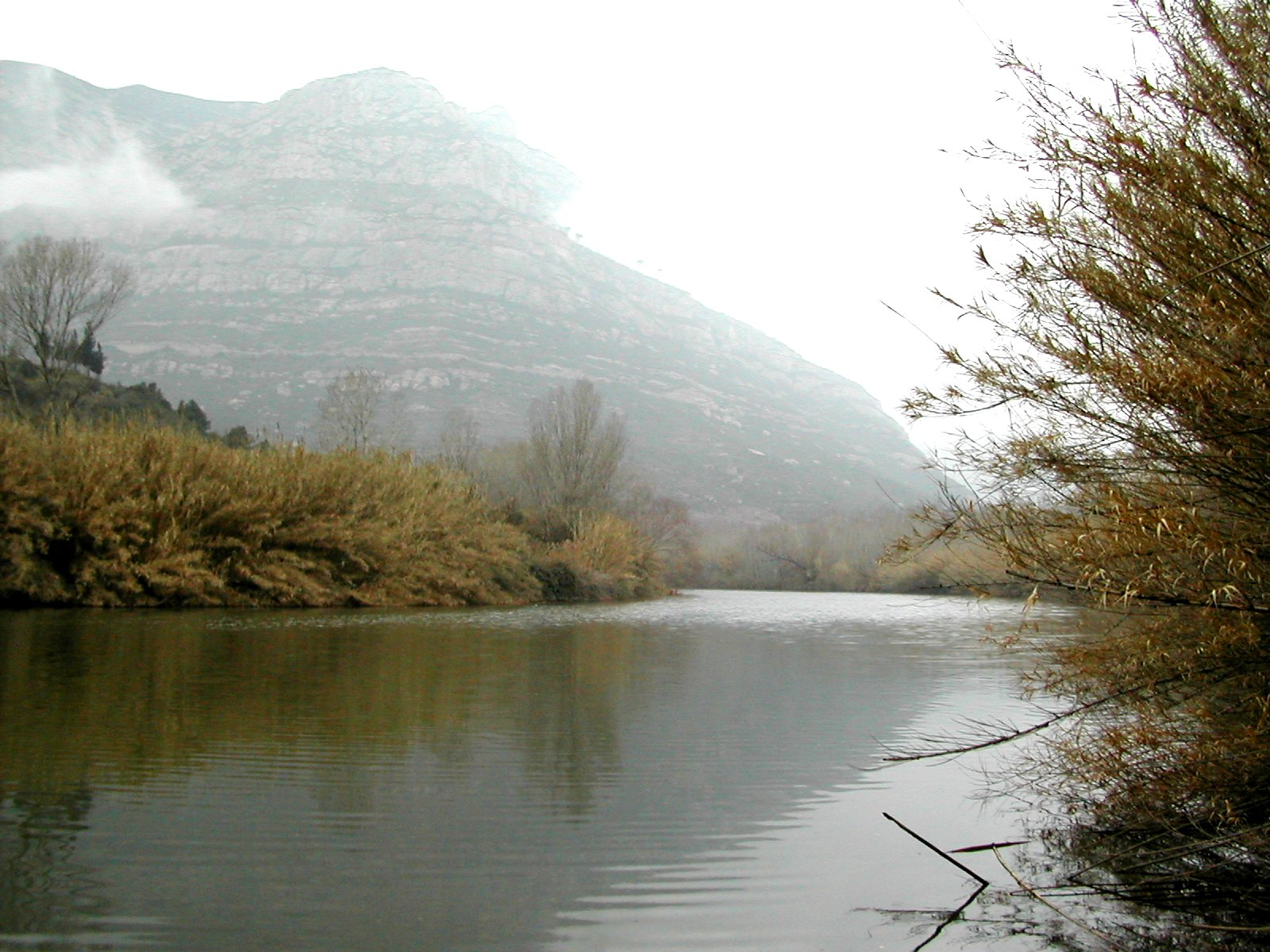
El riu Llobregat a Olesa de Montserrat

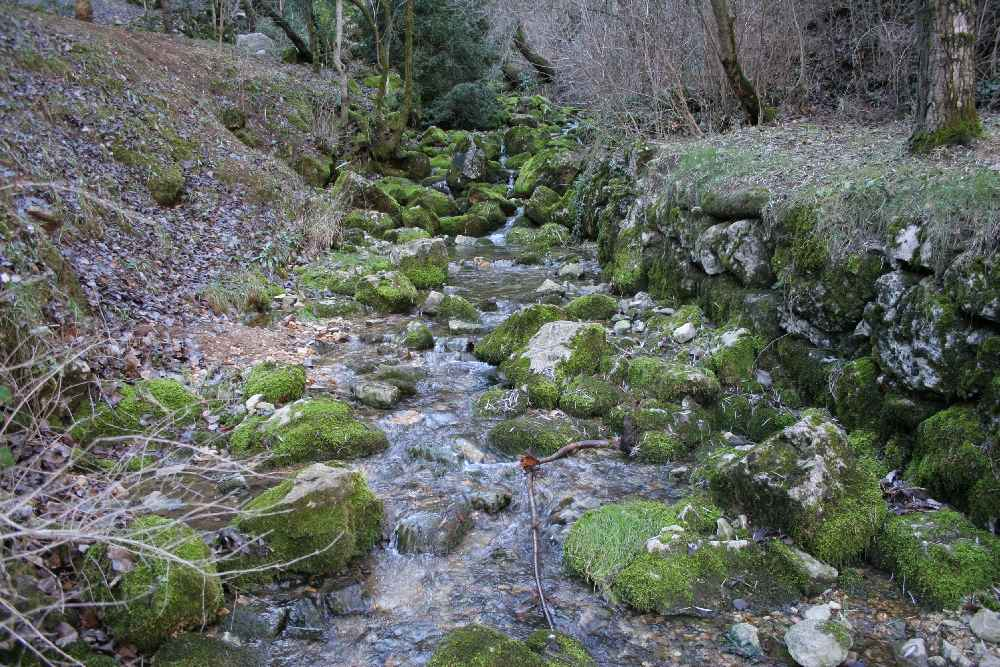
Fonts del Cardener a la Coma i la Pedra

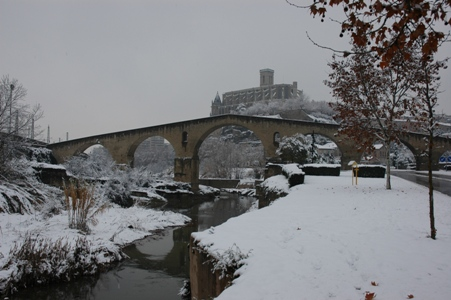
El Pont Vell de Manresa sobre el Cardener

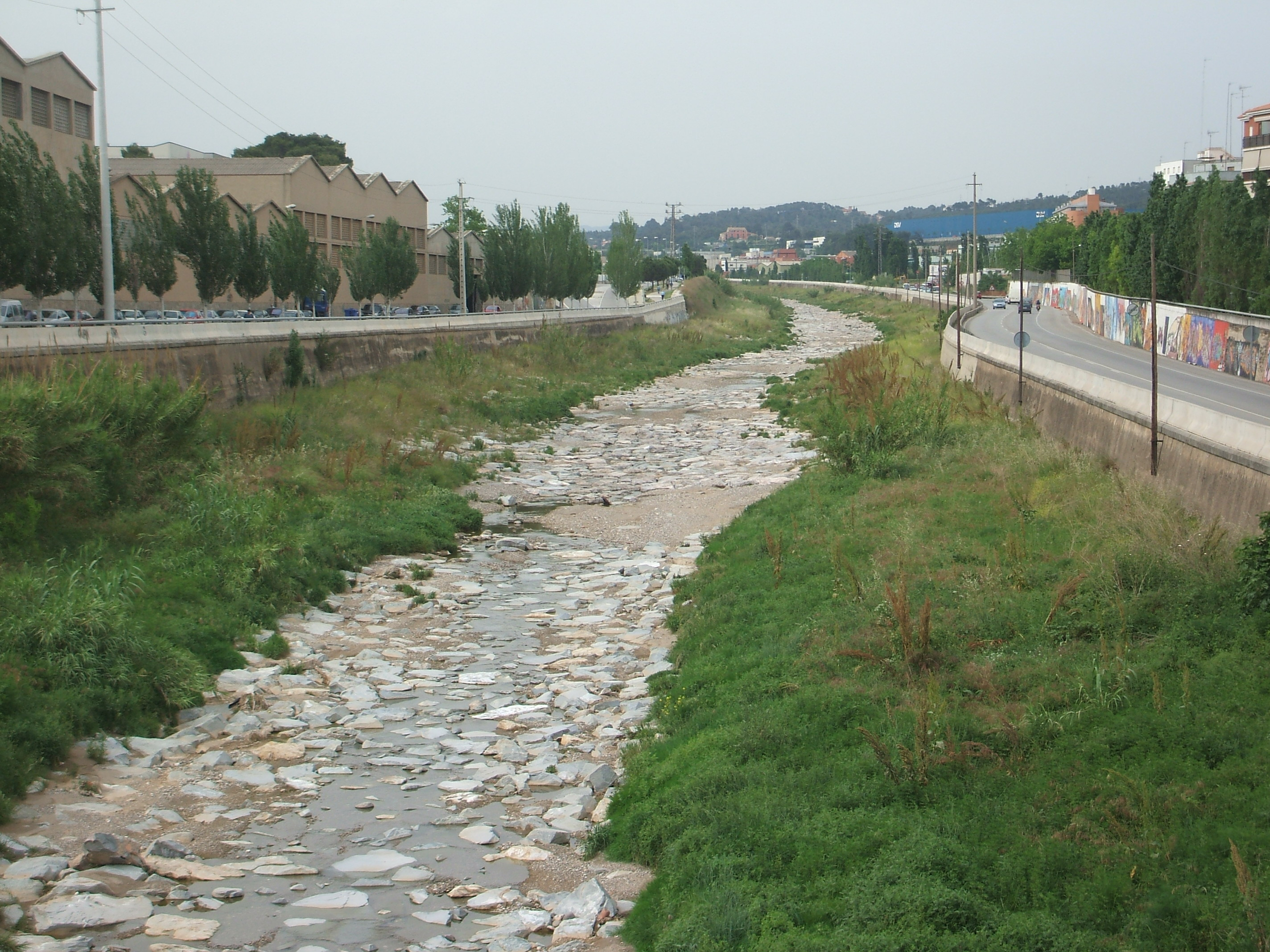
La Riera de Rubí a Rubí

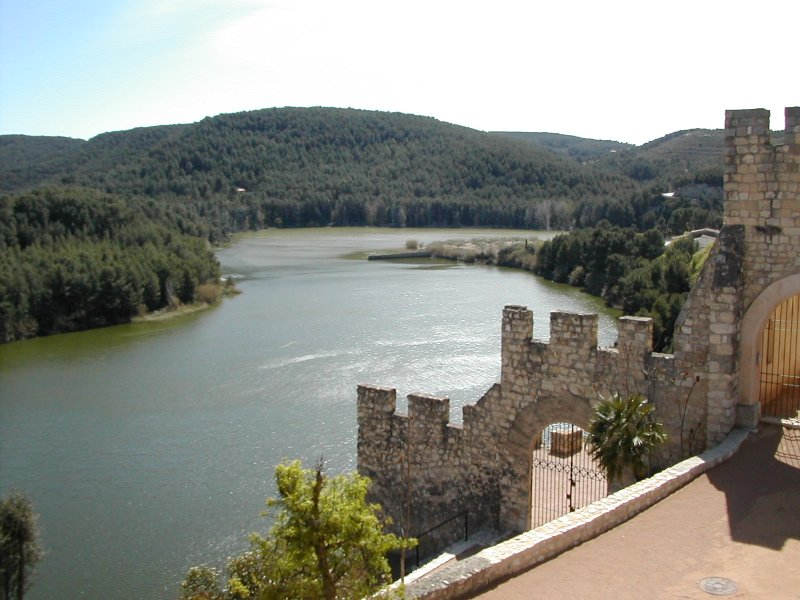
El Foix al pantà de Foix

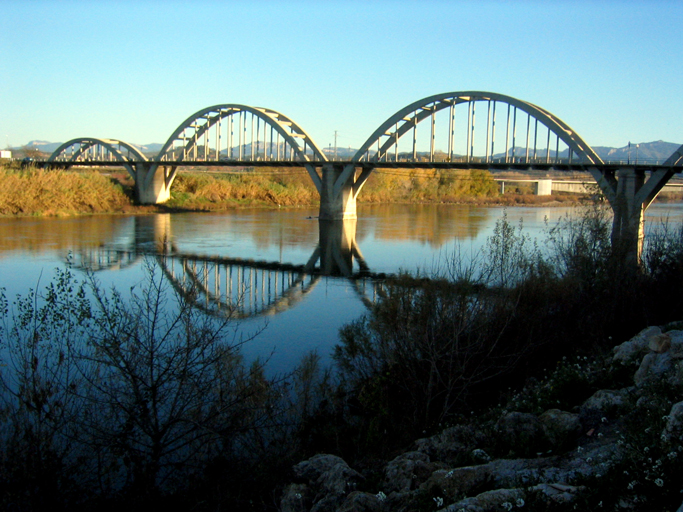
Pont sobre l’Ebre a Móra d’Ebre

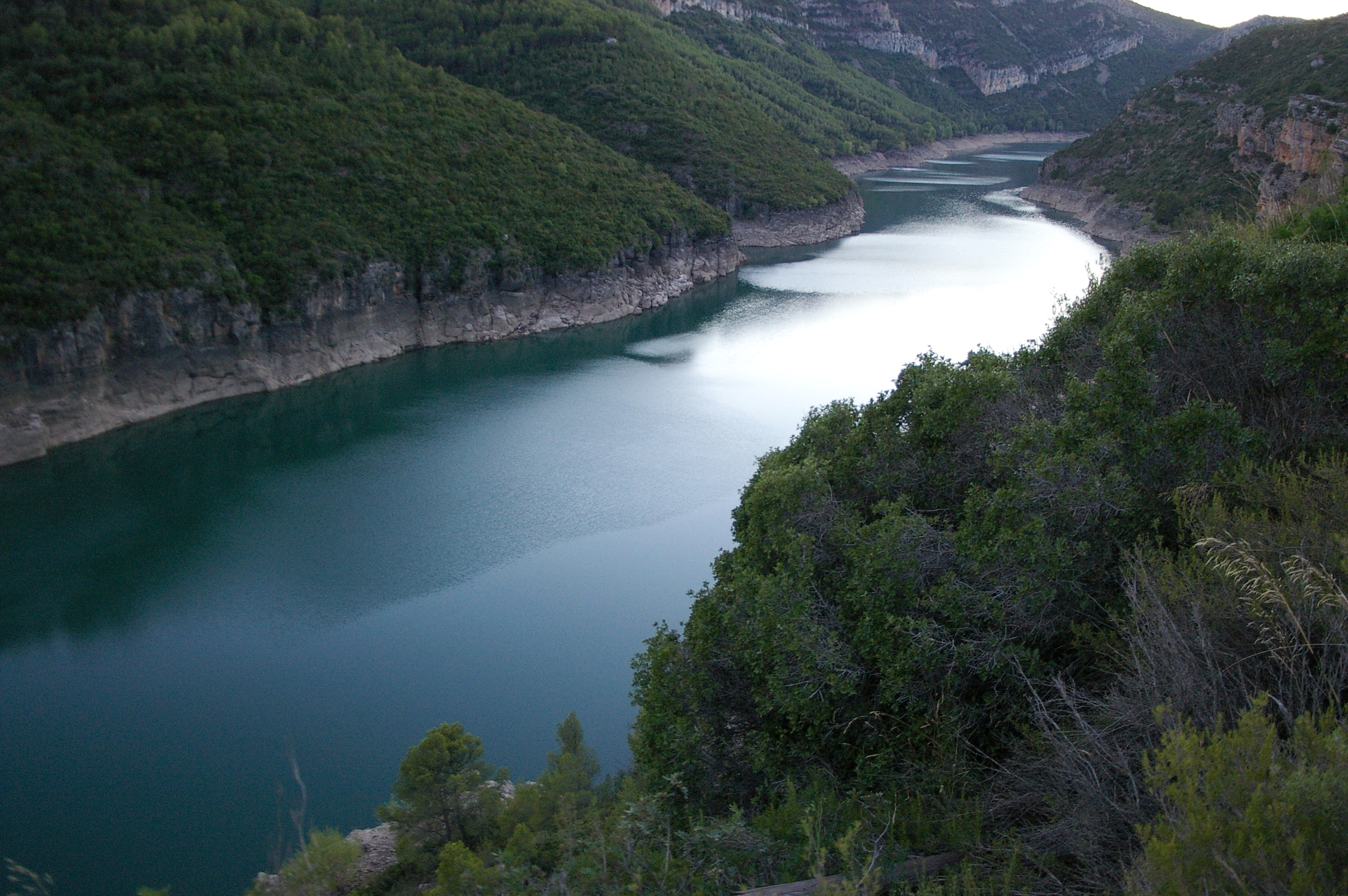
La Noguera Pallaresa a l’embassament de Camarasa

В данной статье рассматриваются реки автономного сообщества Каталония, входящего в состав Испании.
Реки Каталонии могут быть разделены на пять крупных групп в зависимости от того, куда они впадают и откуда они истекают.
- Верховья Гаронны, которая впадает в Атлантический океан; остальные реки впадают в Средиземное море
- Реки бассейна Эбро, который можно разделить на:
  - бассейн нижней части самого Эбро, занимающий крайний юг Каталонии.
  - бассейн крупного левого притока — Сегре, который занимает в Каталонии в основном провинцию Лерида.
- Реки восточных Пиреней: Муга, Флувия, Тер, занимающие в основном территорию провинции Жирона, за исключением бассейна реки Льобрегат, занимающего значительную часть провинции Барселона.
- Реки, стекающие с Каталонских гор: Тордера, Бесос, Фойш, Гая, Франколи.
- Реки прибрежных гор — очень небольшие и малоизвестные

Граница между Каталонией и Валенсией проходит в основном по небольшой реке Сения, а значительная часть каталонско-арагонской граница проходит по реке Ногера-Рибагорсана.

## Список
Ниже перечислены реки Каталонии по их бассейнам, примерно с северо-востока на юго-запад. Внутри бассейна реки расположены от истока к устью, сначала правые притоки, затем — левые. В скобках приведены каталанские названия, хотя русские название (в частности приводимые на картах) образованы в основном на основе испанских названий.

### Провинция Жирона

#### РайонАльт-Эмпорда
- Муга (La Muga)
  - притоки справа
    - Маноль (El Manol)
    - Алгема (La riera d'Àlguema)

  - притоки слева
    - Амера (El riu d’Arnera)
    - Льобрегат-д'Эмпорда (El Llobregat d’Empordà)
      - притоки справа
        - Рикардель (El riu Ricardell|Ricardell)

      - притоки слева
        - Орлина (L’Orlina)
- Флувия (El Fluvià)
  - притоки справа
    - Серт (El Riu Ser)
    - Жуньель (El Junyell)

  - притоки слева
    - Гурн (El Gurn)
    - Бианья (La Riera de Bianya)
    - Льерка (El Llierca)
    - Борро (El riu Borró)
    - Капельяда (La riera de Capellada)

#### РайонБаш-Эмпорда
- Тер (El Ter)
  - притоки справа
    - Фресер (El Freser)
    - Гурри (El Gurri)
    - Осор (река) (La Riera d’Osor)
    - Гуэль (El Riu Güell|Güell)
    - Оньяр (L’Onyar)

  - притоки слева
    - Жес (el Ges)
    - Риторт (El Ritort)
    - Брухен (El Brugent del Ter)
    - Льемана (La Riera de Llémena)
    - Терри (El Terri)
- Даро (El Daró)
  -     - Пастельс (La riera de Pastells)

### Провинция Барселона

#### РайонМаресме
- Тордера (la Tordera)
  - притоки справа
    - Фуиросос (La riera de Fuirosos)
    - Рамьо (La riera de Ramió)

  - притоки слева
    - Пертегас (El riu de Pertegàs)
    - Гуальба (La riera de Gualba)
    - Бреда (La riera de Breda)
    - Арбусьяс (La riera d’Arbúcies)
    - Санта-Колома (La riera de Santa Coloma)
- Пинеда (La riera de Pineda)
- Вальялта (La riera de Vallalta)

#### РайонБарселонес
- Бесос (El Besòs)
  - притоки слева
    - Можент (El Mogent)

  - притоки справа
    - Конгост (El riu Congost|Congost)
    - Тенас (El Riu Tenes|Tenes)
    - Кальдас (La Riera de Caldes)
    - Риполь (El Riu Ripoll|Ripoll)

#### РайонБаш-Льобрегат
- Льобрегат (El Llobregat)
  - притоки справа
    - Бастарень (El Bastareny)
    - Сальдас (El riu de Saldes)
    - Клара (La riera de Clarà)
    - Карденер (El Cardener)
      - притоки справа
        - Виланова (La rasa de Vilanova)
        - Ражадель (La riera de Rajadell)
        - Навель (La riera de Navel)
        - Ортонс (La riera d’Hortons)
        - Сало (La riera de Salo)
        - Коанер (La riera de Coaner)
        - Фонольоса (La riera de Fonollosa)
        - Гуардиола (La riera de Guardiola)

      - притоки слева
        - Навель (La riera de Navel)
        - (La riera d’Aigua d’Ora)

    - Аноя (L’Riu Anoia)
    - Палау (riera del Palau)
    - Корбера (La riera de Corbera)
    - Торрельяс (La riera de Torrelles)

  - притоки Льобрегата слева
    - Мерансоль (El Mergançol)
    - Марлес (La riera de Merlès)
    - Габарреса (La riera Gavarresa)
    - Гая (La riera de Gaià)
    - Руби (La riera de Rubí)

#### РайонГарраф
- Рибас (La riera de Ribes)
- Фойш (El Riu de Foix)
  - Мармелья

### Провинция Таррагона

#### РайонТаррагонес
- Гая (Gaià)
- Франколи (El Francolí)
  - притоки справа
    - Глорьета (El Riu de Glorieta)

  - притоки слева
    - Ангера (L’Anguera)

#### РайонБаш-Эбре
- Эбро (L’Ebre)
  - притоки справа
    - Матарранья (El Riu Matarranya)
    - Лос-Мангранес

  - притоки слева
    - Сегре (El Segre) — протекает по провинции Лерида, хотя в Эбро впадает уже в Арагоне
      - притоки справа
        - Эйна (El riu d’Eina)
        - Ангострин (El riu d’Angostrina)
        - Кероль (Querol o riu d’Aravà)
        - Валира (La Valira) — её бассейн находится в Андорре
        - Риалья
        - Ногера-Пальяреса (La Noguera Pallaresa)
          - притоки справа
            - Фламисель (El Flamisell)

          - притоки слева
            - Ромадрин
            - Карреу

        - Фарфанья
        - Ногера-Рибагорсана (La Noguera Ribagorçana) — правые притоки протекают по территории Арагона
          - притоки слева
            - Ногера-де-Торт (La Noguera de Tor)

        - Синка (El Cinca)

      - притоки слева
        - Эр (La ribera d’Er)
        - Альп (El riu d’Alp)
        - Бастанист (El torrent de Bastanist)
        - Салада (La Ribera Salada)
        - Мадрона
        - Льобрегос (El Llobregós)
        - Сио (El Sió)
        - Корп (El Riu Corb)
          - притоки справа
            - Ондара (Riu Ondara)

        - Сед (El Riu Set)

    - Кана
    - Сьюрана (El Riu de Siurana)
      - притоки справа
        - Монсан (El Riu de Montsant)

#### РайонМонсия
- Сения (El Riu de la Sénia)

### БассейнАтлантического океана
- Гаронна (La Garona)
  - притоки слева
    - Руда (El riu de Ruda)
    - Нере (El Nere)

  - притоки справа
    - Иньола (L’Unhòla)

## Лингвистическое примечание
В каталанском языке есть два слова для «река»: riu и riera. Второе обозначает небольшие речушки или ручьи, первое — обычные и крупные реки.